# Even the Clouds Are Drifting
Even the Clouds Are Drifting (tiếng Hàn Quốc: 구름은 흘러가도, phiên âm: Gureumeun heulleogado) là bộ phim truyền hình Hàn Quốc năm 1959 đạo diễn bởi Yu Hyun-mok. Nó được đề cử vào 10th Berlin International Film Festival.

## Diễn viên
- Yong-ok Kim
- Um Aing-ran
- Sung-dae Park

## Liên kết
- Even the Clouds Are Drifting trên Internet Movie Database